# Selim Benachour
Selim Benachour (auch Ben Achour) (* 8. Oktober 1981 in Paris) ist ein ehemaliger in Frankreich geborener tunesischer Fußballspieler.

## Karriere
Seine Laufbahn begann bei Paris Saint-Germain, wo er zunächst in der zweiten Mannschaft spielte und im Jahr 2001 in den Kader der ersten Mannschaft in der Division 1 kam. Zunächst wurde er für eine Saison an den FC Martigues in die Division 2 ausgeliehen. Er kam in fast allen Spielen der Saison 2001/02 zum Einsatz, belegte mit seiner Mannschaft aber den letzten Tabellenplatz. Er kehrte im Sommer 2002 nach Paris zurück, wurde aber schon Anfang 2003 an den ES Troyes AC bis Saisonende ausgeliehen. Auch hier beendete er die Spielzeit 2002/03 am Tabellenende. In den folgenden beiden Jahren kam er in Paris nur selten als Einwechselspieler zum Zuge. Beim Pokalsieg 2004 wurde im Finale eingewechselt.
Im Sommer 2005 verließ Benachour den Verein und wechselte zu Vitória Guimarães in die portugiesische Primeira Liga. Er stieg mit dem Klub am Saisonende 2005/06 ab. Er schloss sich anschließend dem russischen Erstligisten Rubin Kasan an. Während der Spielzeit 2007 verlor er seinen Platz im Team und wurde nicht mehr berücksichtigt. Anfang 2008 heuerte er bei Al Qadsia Kuwait an. Dort gewann er die Meisterschaft 2008. Mitte 2009 verpflichtete ihn der spanische Erstligist FC Málaga. Nach Saisonende war er zunächst ohne Verein, ehe ihn Marítimo Funchal unter Vertrag nahm. Im Sommer 2012 wechselte er zu APOEL Nikosia nach Zypern. Dort konnte er zweimal die Meisterschaft gewinnen. Anschließend spielte er ein Jahr für Paykan Teheran im Iran, Mitte 2015 schloss er sich dem Mumbai City FC in Indien an. In der ersten Jahreshälfte 2016 war er erneut ohne Klub, ehe er zum FC Martigues zurückkehrte. Dort beendete er im Jahr 2017 seine Karriere.
Benachour kam zwischen 2002 und 2010 insgesamt 44 Mal in der tunesischen Nationalmannschaft zum Einsatz. Er gehörte zum tunesischen Aufgebot für die Weltmeisterschaft 2002 und kam in allen drei Spielen zum Einsatz. Beim Sieg im Afrika-Cup 2004 stand er in fünf Partien auf dem Platz.